# Swartzia leblondii
Swartzia leblondii är en ärtväxtart som beskrevs av John Macqueen Cowan. Swartzia leblondii ingår i släktet Swartzia och familjen ärtväxter. Inga underarter finns listade i Catalogue of Life.